# دير عطية
ديرعطية مدينة في ريف دمشق سورية، تقع بين جبال القلمون وسلسلة الجبال السورية وسلسلة جبال لبنان الشرقية، تبعد 88 كم إلى الشمال من العاصمة دمشق على الطريق المؤدي إلى مدينة حمص، سكانها يزيد تعدادهم عن 20000 نسمة من المسلمين والمسيحيين يعيشون سوية في جوٍّ من التسامح.
طبيعة هذه المنطقة الشبه جافة حيث لا يزيد معدل الأمطار عن 125 ملم سنوياً، أدت إلى اغتراب أهلها شرقاً وغرباً، حيث سافر الكثير منهم في أوائل القرن العشرين إلى الأمريكيتين، وبعد ظهور فرص العمل في دول الخليج وحتى شرق آسيا.
تتميز ديرعطية بمتحفها الذي يضم آثاراً من كل العصور التي مرت بها، والمدينة الرياضية، كما يوجد بها مركز ثقافي، وأقيمت بها جامعة القلمون أول جامعة خاصة في سوريا، ونشاطات أخرى متفرقة، تنتشر فيها كروم العنب وأشجار المشمش والكرز والتين وفواكه أخرى.

## تاريخ ديرعطية
يقرن المؤرخون اسم ديرعطية بالقائد الروماني تيودوس بولس ومعنى ذلك عطاء الله وارتبط هذا الاسم بأذهان الأجيال التي تعاقبت على ديرعطية في مسيرة عمرها الممتدة إلى أكثر من ألف عام على الرغم من عدم وجود مكتشفات أثرية تشير للعمر الحقيقي للبلدة باستثناء القنوات الرومانية القديمة.
تقع ديرعطية على المنحدر الشمالي لهضبة القلمون بين سلسلة الجبال غربا وجبل ديرعطية شرقا ومتوسطة الطريق الدولي الواصل بين دمشق وحمص شمال مدينة النبك 8 كم، إن العوامل الطبيعية لديرعطية ساعدت في تمكين الإنسان من الاستفادة من المياه الجوفية الواقعة في هذا الوادي المحصور بين جبلين ولهذا نجد العديد من الأقنية الرومانية والتي تبدأ في منطقة يبرود القريبة من ديرعطية.

## المناخ
تتمتع ديرعطية بمناخ معتدل صيفا وبارد شتاء إذ أن دير عطية تقع على ارتفاع 1250متر عن سطح البحر الأمر الذي جعلها تعاني من البرد وصقيع الشتاء إذ يمضي أهلها أوقاتهم بجانب مواقد التدفئة {قديما مواقد الحطب } تدل الشواهد التاريخية الموجودة في دير عطية أنها ليست أقل قدما من النبك أو قارة المجاورتين لدير عطية حيث إن البلدتين مرّتا بنفس الظروف الطبيعية لديرعطية كما إن تسميتها تعيد للأذهان عهد القرون الأولى للمسيحية وكذلك للفترة البيزنطية التي انتشرت فيها الأديرة على نطاق واسع في القرن الخامس الميلادي أو حتى قبل ذلك إلى الفترة الآرامية التي ازدهرت فيها أساليب الري والزراعة والموجود مثيلاتها في ديرعطية كما تشير وثائق الوقف الخاصة بديرعطية والتي تعود إلى أوائل القرن الثامن الهجري الذي شهد نهضة ديرعطية الأولى والتي تضمنت وجود قناة قديمة وأرض معتملة وسهل ووعر وصير.
على الرغم من وجود كل تلك المقومات التاريخية إلا أن اسم ديرعطية لم يرد في كتب ومؤلفات الرحالة والجغرافيين والمؤرخين في العصور الوسطى وبداية العصور الحديثة غير أن الموقع الجغرافي لديرعطية يقدم تعليلا مقنعا لهذا الإغفال لأن الرحالة والباحثين سلكوا الطريق السلطاني الذي يمر على بعد ثلاث كيلو مترات إلى الغرب من دير عطية وكذلك وجود مجموعة من التلال إلى الغرب من دير عطية القديمة ولا سيما رابية القاموع قد أدت إلى حجبها عن الأنظار ويزيد من ذلك الاحتجاب وجود البلدة القديمة في المنطقة المنخفضة من منحدرات وادي المجر وسط منظومة من التلال تحيطها من معظم الجهات باستثناء الشرق.
إن اجتياز المنطقة في فصل الشتاء القاسي البرودة قد جعل المسافرين على الطريق السلطاني من الشمال إلى دمشق والجنوب لا يلوون على شيء في حركتهم بين قارة والنبك لما يتعرضون له من تيار ريح بارد مثله من وادي الزمراني في سلسلة الجبال الواقعة للغرب من البلدة.
وما زالت ذكرى البرودة القارسة محفورة في ذهن ذلك الشاعر العاشق عندما قال :
ولما سقتني في الهجير رضابها تذكرت أني بين قارة والنبك هذا بالإضافة إلى القول المعروف والمتداول بين أهالي المنطقة ما بين قارة والنبك البنات البكر بتبكي.
وتدل الشواهد المتبقية إلى أن السيدة خاتون وفدت إلى دير عطية منذ ما يزيد عن سبعمائة سنة وحطت رحالها على القناة الرومانية المعروفة بعذوبة مائها وبرودته حتى في فصل الصيف وقد أعجبت السيدة خاتون وصحبها بجمال الطبيعة ونقاوة الهواء فطابت لها الإقامة وجعلت دير عطية مقرها الرسمي.
إن الوثيقة التاريخية التي أوصت بها السيدة خاتون وأعطت بها الأراضي لعدد من جنودها ومساعديها جعلها تحرص على إقامة تجمع نموذجي يضم حماماً عاماً يُعتبر من أقدم الحمامات في سورية كذلك أقامت أربع طواحين للحبوب التي تشتهر دير عطية بإنتاجها.
إن السيدة خاتون وهي ابنة أحد القادة الأيوبيين جعلت طواحين الحبوب والحمام العام وقفاً ذرياً يوزع إيراداته على مجموعة من العائلات من أبناء البلدة في وثيقة تاريخية.
كما جعلت السيدة خاتون الوقف للذكور دون الإناث وقد خصصت جزء من موارد أملاكها في دمشق لصيانة القناة الرومانية ولذلك لم تكن أراضي دير عطية تخضع للطابو [التمليك] حتى عهد قريب.
في تنشيط للذاكرة الشعبية من أبناء المدينة والمناطق المجاورة تشير بعض الروايات إلى أن دير عطية شهدت في أواخر القرن الماضي حدثين هامين أحدهما صحّي والآخر اقتصادي ففي المجال الصحي تقول الروايات إن أهالي ديرعطية تعرضوا إلى وباء الكوليرا وأطلقوا عليه الواغش وقد توفي في يوم واحد ما يزيد عن خمس وسبعون شخصا وفي المجال الاقتصادي تشير الروايات الشفهية إلى أن ديرعطية تعرضت شأنها في ذلك شأن أكثر مناطق بلاد الشام إلى مجاعة شديدة مع بداية الحرب العالمية الأولى وذلك بسبب الحروب العثمانية حيث استولت الدولة العثمانية في ذلك الوقت على جميع المحاصيل الزراعية وصادرتها كذلك سلبت الفلاحين ما يمتلكون من حيوانات ولم تكتف بذلك بل جندت شباب البلدة وأخذتهم للحرب وهو ما يُعرف لدى كبار أهالي البلدة بـ [حرب التجمع] وتأكد روايات المعمرين من أهالي البلدة أن عددا من أبناء البلدة قد ذهب للمشاركة في حرب البلقان التي جرت في أواخر القرن الماضي وكذلك حرب اليمن والتي كانت تم بين القوات العثمانية وهذه ونظرا لانعدام القوت اليومي قد اضطروا إلى خبز التمير وهو نبات عشبي درني ينمو تحت سطح التربة مثل ثمار البطاطا ولكن بحجم أصغر بكثير.
لقد أدى ذلك إلى مجاعة كبيرة وإزاء هذا الواقع المؤلم اضطر كثير من أهالي البلدة للهجرة إلى أمريكا الجنوبية خاصةً الأرجنتين إذ تبلغ نسبـة المهاجرين إلى ما يُقارب 25% - وقد كان للأموال التي يعود بها هؤلاء المغتربون أو يرسلونها لأهاليهم كبير الأثر في تطور القرية وتقدمها مما أدى إلى توفير حياة رغيدة لأبنائها خاصةً في مجال التعليم مما ساعد في القضاء على الأمية بشكلٍ تام بين الرجال والنساء وقد استمرت الهجرة إلى أمريكا الشمالية حتى عام 1930 تقريباً إذ شهدت البلدة موجة جديدة من الهجرة في اتجاهٍ آخر ألا وهو فلسطين وقد عمل أبناء البلدة في المجال العمراني نظراً لما يتمتعون به من كفاءةٍ عالية في هذا المجال خاصةً بناء الحجر والقناطر وقد تأثرت هذه الفترة من الهجرة بما صاحبها من نكبة 1948 حيث عاد الأهالي إلى البلدة غير أن ظروف الحياة الاقتصادية الصعبة في دير عطية وما اتصف به الأهالي من مستوى معيشي عالٍ وقلة الموارد الاقتصادية نظراً لشح الماء الذي أثر على الزراعة دفع الأهالي إلى البحث عن طرق جديدة للهجرة إلى جانب عمل الأهالي في موسم الحصاد فيما عرف بحصيدة شمال التي يشترك فيها الرجال والنساء ويتبارزون أيضا في السرعة والمهارة، كانت السعودية هي المحطة الجديدة هذه المرة ثم تبعها أفواج من الشباب إلى الكويت وفي الستينات من القرن الحالي بدأت طلائع المغتربين من الشباب الباحث عن الأمل المُشرق والغد الواعد بالسفر إلى ليبيا ودولة الإمارات مما يدل على مدى اعتماد أهالي البلدة على الهجـرة وحبهم للسفر والسعي إلى تحسين ظروف معيشتهم ولهذا يربو عدد المهاجرين من أبناء البلدة عن 60% من ذكور القرية ممن هم في سن العمل المناسبة.
يُمكن القول إن الأمية بين الذكور تكاد تكون معدومة منذ مطلع القرن العشرين كما أن تعليم الإناث قد بدأ في مراحل متقدمة مما يمكن القول أن 50% من الإناث يعرفن القراءة منذ مطلع القرن العشرين أي منذ أكثر من 100 عام.
شهدت ديرعطية موجة من الهجرات إليها ووجد الوافدون كل متطلبات الحياة من أمن وأمان وقد انصهر هؤلاء الناس ضمن أهالي البلدة والمدينة الحديثة وأصبحوا من أهلها غير أن التسمية التي أطلقت عليهم فإنها وما تزال حتى الآن دلالة حقيقية على المناطق التي وفدوا منها مثل بيت الزحيلي نسبة إلى زحلة وبيت الحمصي نسبة إلى حمص وبيت الفليطاني نسبة إلى فليطة وبيت القرواني نسبة إلى القريتين وبيت الهندي وبيت المصري وبيت البريجاوي.
أي عابر سبيل يفد إلى دير عطية لا بد وأن يجد من يوفر له الضيافة وطيب الإقامة ورغم ذلك يوجد في ديرعطية العديد من الفنادق والمطاعم.

## الاقتصاد
كانت بلدة دير عطية حتى عهدٍ قريب تعتمد في حياتها الاقتصادية على موردين أساسيين هما الزراعة والصناعة.
ففي المجال الزراعي: اشتهرت دير عطية بزراعة الأشجار المُثمرة كالعنب والمشمش والجوز والإجاص، وقد أدت هذه المحاصيل الزراعية إلى ازدهار صناعة الدبس وشهدت دير عطية في وقت من الأوقات وجود خمس معاصر للدبس تصدر منتجاتها إلى القُرى المجاورة وبعض المدن ولم يقتصر إنتاج دير عطيـة على الدبس
فقط بل أصبح القمردين من المنتجات الصناعية المعروفة في دير عطية والمتميزة بطعمٍ لذيذ لا يتصف به غيره.
كذلك اشتهرت دير عطية بزراعة الجزر والبطاطا واللفت نظراً لطبيعة أراضيها وعذوبة مائها حتى أن الباعة المتجولون في مدينة دمشق ينادون لترويج بضاعتهم باللفت الدير عطاني المشهور في صناعة المخلل إلى جانب الجزر أيضاً.
كما اشتهرت دير عطية بإنتاج أصناف عديدة من القمح الأبيض والأسمر المروي والبعلي نظراً لطبيعة مناخ البلدة ووجود زراعة السقي والبعل وكان القمح مصدراً هاماً للدخل ووسيلة هامة يُحدد على أساسها المستوى الاقتصادي للعائلة وذلك لقيمته الاقتصادية والغذائية ولهذا تجد تجارا كثيرون يتجولون في البلدة يشترون القمح والبرغل والكشك ومن هنا احتل القمح مكانة الصدارة في المجال الاقتصادي ويُقام على إيراداته مشاريع الزواج والبناء ولهذا فإن مادة القمح في دير عطية رمزاً أساسياً ومادة مُقدسة لهم فهي مصدر قوتهم اليومي سواءً بالخبز أو البُرغل أو مشتقاته من المأكولات اليومية.
لم يقتصر نشاط الأهالي على المجال الزراعي فقط بل امتد إلى المجال الصناعي أيضاً: وكانت دير عطية تشتهر بصناعة البسط والعبي المصنوع من صوف الغنم وشعر الماعز ووبر الجمال وحتى وقت قريب تضم ديرعطية سوقاً يُسمى بسوق الحدادين وهذا السوق يضم في جنباته صُنَّاعاً مهرة يُنتجون ما يحتاج إليه الفلاحون من معدات تُستخدم في الزراعـة وفي حياتهم اليومية وكانت صادرات هذا السوق تصل إلى القرى المجاورة بل وتُنافس صناعات أخرى.
لقد اشتهرت دير عطية أيضاً بصناعة تراثية أخرى ألا وهي صناعة جران القهوة التي كانت مطلوبة في ذلك الوقت وكانت أشجار الجوز المنتشرة في دير عطية مصدراً أساسياً لهذه الصناعة إلى جانب صناعة النوارج والأبواب والعديد من الصناعات الأخرى.
لقد عرف أهالي دير عطية في بناء القناطر وبناء أحجار النحيت ولهذا فإن العديد من هؤلاء الصُناع المهرة كانوا يُغادرون البلدة مع بداية فصل الشتاء القارس البرودة إلى دمشـق للمساهمة في مشاريع البناء لتوفير مصـدر للرزق لعائلاتهم وقد أدى ذلك إلى وجـود أعداد كبيرة من أبناء البلدة في مدينة دمشق وأقاموا أحياء بكاملها أدت فيما بعد إلى استقرارٍ تام فيها.

## الحياة الاجتماعية
في جلسات السمَر في فصل الشتاء حول الموقد تقدم صواني التين اليابس والزبيب والجوز والرمان وكانت تُعقد حلقات التسلية والمرح على أنغام المجوز وصوت الربابة وكلمات شاعر الزجل أو نغمة العتابا والميجانا التي تشتهر بها البلدة.
إن الحياة الاجتماعية التي تتصف بالتضامن والتآلف كانت تتمثل بشكلٍ جلي في مواسم قلع البطاطا والدراس والدراية كذلك الشطاح وهي عملية تحضير العنب ليكون زبيباً وما يحمله هذا اليوم من ذكريات فرح ومرح تجعله يوماً مشهوداً أو منظوراً لكافة أفراد العائلة كبارً أو صغاراً ويُذكرك كبار السن بأن هذا اليوم كان عيداً حقيقياً ولهذا يُسمى لغاية اليوم عيد الصليب.
إن الأعياد الكثيرة التي كانت تتوالى في حياة البلدة وتتنوع لتُرضي جميع الأعمار والفئات كانـت مدخلاً للفرح إلى النفوس.
وحتى عهد قريب كان التلة التي يقام عليها مزار الشيخ عطية مقصدا للكثيرين من أبناء البلدة والقرى المجاورة طلبا للتبريكات نظرا لما يدور حول هذا المكان من معتقدات دينية عند أهالي البلدة من مسلمين ومسيحيين ويتذكر المُعمرون من أهالي البلدة أن دير عطية كانت تضم منطقة تُسمى الميدان وهي مكان قريب من الشيخ عطية تتسابق فيه الخيول وتنطلق منه السيارة وهي إحدى مظاهر الفرحة الدينية والتي ما زالت آثارها موجودة في المتحف حتى الآن.

## من أهم معالم المدينة
- - متحف وقلعة دير عطية من أكبر المتاحف ويضم آثار المنطقة، وتراثها وفلكلورها.
  - المركزالثقافي. ويمكن اعتباره قصراً لما فيه من فخامة وضخامة وحدائة.
  - جامعة القلمون الخاصة،
  - مدرسة الشيخ عبد القادر القصاب الشرعية.
  - مشفى الباسل.
  - حمام السوق.
  - المشتل الزراعي.
  - المدينة الرياضية، بما فيها من مسبح ونادي وملاهي...
  - دار المسنين.
  - قصر الخيمة.
  - معمل السجاد ,(متوقف حالياً).
  - حديقة السيل. على جزأين شرقية وغربية وهي حديقة عامة كبيرة المساحة واسعة ومليئة بالأشجار. (مضافة إليها علم الجمهورية العربية السورية).
  - المنطقة الصناعية.
  - منطقة الكروم.
  - منطقة الفيلات.
  - مدرسة ذوي الاحتياجات الخاصة.
  - المصرف التجاري السوري.
  - المجمع التجاري 2011.
  - قرية ذوي الاحتياجات الخاصة ويعتبر من أفضل الدور بالمنطقة العربية.

## أوائل وأرقام
يربـط المؤرخون بين بلدة دير عطية ومدينة القدس في مقارنة إلى مدى أهميتها عندما اختارها الروس لإنشاء مدرسة فيها متزامنة مع افتتاح مدرسة في العاصمة المقدسة وذلك في عام 1882 ويؤكد المؤرخون أن المدرسين في هذه المدرسة كانوا من أهالي دير عطية.
يؤكد المؤرخون أن عام 1882 شهد في دير عطية افتتاح مدرسة أخرى إذ قام اليسوعيون بفتح أول مدرسة في بلاد الشام خارج بيروت لليسوعيين.
تأسست بلدية دير عطية عام 1909 بعد إزاحة السلطان عبد الحميد المستبد في أعقاب ثورة جمعية الاتحاد والترقي. فقد شهدت المرحلة التالية لزوال الاستبداد الحميدي نهوضاً عارماً في مختلف الميادين بعد عودة الدستور والحكم النيابي، اللذين ألغاهما السلطان عبد الحميد. وجرى تأسيس بلدية دير عطية عام 1909 في إطار هذا التطور الاصلاحي البورجوازي العام
في مطلع القرن العشرين شهدت دير عطية إقامة مدرسة إسلامية يردها طُلاَّبُ العلمِ من جميع أنحاء بلاد الشام وقد أسسها الشيخ عبد القادر القصاب وكانت تدرس أصول اللغة العربية وبعض العلوم العصرية إلى جانب العلوم الدينية وقد أخذت هذه المدرسة شهرة كبيرة نظراً للأعداد الوفيرة التي تخرجت منها.
منذ مطلع القرن العشرين تميزت دير عطية بأن اثنين من أبنائها يُعتبران من أبرز المحامين في سورية وذلك قبل أن يتم افتتاح كلية الحقوق بجامعة دمشق وكان لهذين المحاميين دور كبير في تطوير العلم في دير عطية.
تفخر دير عطية أنها تضم أول جمعية تعاونية زراعية في سورية وقد تأسست هذه الجمعية في عام 1936 وقامت الجمعية بإنجازات هامة تمثلت في شق قناة للري امتدت أكثر من 5 كيلومترات وقامت باستصلاح الأراضي ووفرت الميكنـة الزراعية مثل جرارات الزراعـية وغيرها مما أعطى الزراعة دفعة كبيرة. وقامت الجمعية أيضاً بمنح القروض المُيسرة للمزارعين.
تُعد رابطة المثقفين في دير عطية من أول الجمعيات الثقافية في سورية وقد ترافق إنشاؤها مع بداية عهد الاستقلال وتميزت الرابطة بأنشطتها الثقافية المختلفة وكان لها دور هام في إثراء الحركة الثقافية بالبلدة من خلال مكتبتها.
- كانت دير عطية أول بلدة يوضع لها مخطط عمراني وذلك في عام 1934 ويتميز هذا المخطط بالشوارع المستقيمة المتوازية والممتدة من الشرق إلى الغرب ومن الشمال إلى الجنوب.
- تعرضت دير عطية عام 1937 لكارثةٍ طبيعية تُعد الأسوأ في تاريخ البلدة، إذ جرفها سيل كبير دمّر أغلب بيوتها قديما وشرّد أهلها وجرف ما يمتلكون من محاصيل زراعية ومواشي وحيوانات وممتلكات وقد تلقت البلدة تبرعات كبيرة من أبنائها المغتربين لإغاثة المتضررين غير أن هؤلاء المتضررين قرروا التبرع بهذه المبالغ لإقامة مدرسة في دير عطية وكانت أول مدرسة تُقام بالحجر والإسمنت المُسلّح كذلك تم إنشاء مقر للبلدية في عام 1938 وبنفس الطريقة.
- أقيمت في دير عطية أول مدرسة إعدادية للبنات خارج المدن الكبرى ومراكز المحافظات في القطر العربي السوري وذلك في عام 1953 وذلك على نفقة الأهالي وتحولت هذه المدرسة الإعدادية إلى أول ثانوية للبنات خارج المراكز الكبيرة وتم ذلك في عام 1961
- يوجد في دير عطية مركز ومعهد التقنيات الذي يقوم بدور كبير في رفع مستوى الثقافة وفي التآلف مع التقنيات الجديدة كونه يحوي أسرع خط إنترنت في منطقة القلمون.
- لقد ساهم المغتربون من أبناء البلدة في بناء مستوصف صحي واستمرت تبرعات أبناء البلدة في المجال الصحي إدراكاً منهم لأهميته مما أدى إلى إنشاء مستشفى باسل الأسد الذي يُعد من المسشفيات الكبيرة في سورية.
- تم في دير عطية إنشاء أول جامعة خاصة في سوريا وهي جامعة القلمون.

هذه اللمحة أعدت بالاستناد إلى كتاب ديرعطية للمؤلف د.مصطفى حاج إبراهيم

## وصلات خارجية
- موقع جامعة القلمون
- موقع مدرسة القصاب بديرعطية
- موقع دراعطة نسخة محفوظة 23 يناير 2010 على موقع واي باك مشين.
- موقع ديرعطية